# 路天亨
路天亨（1502年—?年），字仲元，號廓庵，山西省平陽府安邑縣人，明朝政治人物。

## 生平
山西鄉試第二十六名舉人，嘉靖十一年（1532年）壬辰科第三甲第一百二十名進士。觀兵部政，授涞水知县，十六年陞戶部主事，改禮部，復改吏部主事，歷員外郎，郎中，陞山東左參政，按察使，陝西右布政使。

## 家族
曾祖路廣，義官；祖路顯，知縣；父路塤，典膳；母楊氏。具慶下，妻張氏，繼妻景氏；兄天衢（監生）。